# Hrabstwo Rockingham (New Hampshire)
Hrabstwo Rockingham (ang. Rockingham County) – hrabstwo w stanie New Hampshire w Stanach Zjednoczonych. Obszar całkowity hrabstwa obejmuje powierzchnię 793,96 mil² (2056,35 km²). Według szacunków United States Census Bureau w roku 2010 miało 295 223 mieszkańców.
Hrabstwo powstało w 1769 roku. 

## Miejscowości
- Atkinson
- Auburn
- Brentwood
- Chester
- Candia
- Danville
- Deerfield
- Derry
- East Kingston
- Epping
- Exeter
- Fremont
- Greenland
- Hampstead
- Hampton
- Hampton Falls
- Kensington
- Kingston
- Londonderry
- New Castle
- Newfields
- Newington
- Newmarket
- Newton
- North Hampton
- Northwood
- Nottingham
- Portsmouth
- Plaistow
- Raymond
- Rye
- Salem
- Sandown
- Seabrook
- South Hampton
- Stratham
- Windham

## CDP
- Derry
- Epping
- Exeter
- Hampton
- Hampton Beach
- Londonderry
- Newfields
- Newmarket
- Raymond
- Seabrook Beach[4]

| Populacja hrabstwa w poprzednich latach | Populacja hrabstwa w poprzednich latach |
| Rok                                     | Liczba ludności                         |
| --------------------------------------- | --------------------------------------- |
| 1980                                    | 190 047                                 |
| 1990                                    | 245 845                                 |
| 2000                                    | 277 359                                 |
| 2005                                    | 295 076                                 |